# رشدية هانم
رشدية هانم هي خطاطة عربية، كتبت كتاباً في التاريخ عام 1192هـ كان محفوظًا في المكتبة المحمودية في المدينة المنورة ونقل إلى إسطنبول عند خروج العثمانيين منها.